# عدالت آقااوغلو
عدالت آقااوغلو (ترکی استانبولی: Adalet Ağaoğlu; ۲۳ اکتبر ۱۹۲۹ – ۱۴ ژوئیهٔ ۲۰۲۰) رمان‌نویس، نمایشنامه‌نویس اهل ترکیه و یکی از یکی از بزرگ‌ترین رمان نویسان ادبیات ترکی قرن بیستم بود.

## زندگی
او در سال ۱۹۲۹ در آنکارا دیده به جهان گشود. او در سال ۱۹۵۰ در رشته زبان و ادبیات فرانسه از دانشگاه آنکارا فارغ‌التحصیل شد. از جمله آثار او: زیستن، صلح، سه نمایش (مرگ یک قهرمان، خروج، ترانه ای که خودش را نوشت)، و خیلی دور خیلی نزدیک هستند.

## جوایز
او در کنار جوایز ادبی خود افتخارات زیادی به دست آورد. برای توصیف او از تغییرات نامحسوس و آشکار در جامعه مدرن ترکیه و نوشتن او با عنوان "تغییر اجتماعی و اجتماعی"، در سال ۱۹۹۵ "جایزه" ریاست‌جمهوری ترکیه " را دریافت کرد. او در سال ۱۹۹۸ مدرک دکترای افتخاری از دانشگاه آنادولو دریافت کرد و از دانشگاه ایالتی اوهایو مدرک دکترای افتخاری دریافت کرد.